# MPEG-4 파트 3
MPEG-4 파트 3 또는 MPEG-4 오디오(과거 ISO/IEC 14496-3)는 MPEG가 개발한 ISO/IEC MPEG-4 국제 표준의 세 번째 부분이다. 오디오 부호화 방식을 규정한다. ISO/IEC 14496-3의 최초 버전은 1999년에 게시되었다.

## BSAC
BSAC(Bit-sliced Arithmetic coding)은 삼성종합기술원(SAIT)에서 제안하여 표준화된 MPEG-4 오디오 부호화 기술로 128 kbps에서 AAC와 유사한 음질을 제공하는 것으로 알려져 있다. 특징으로는 스테레오 기준으로 2 kbps의 비트율 단위로 scalability를 제공하기 때문에 통신 채널 환경에 따라 bit-rate을 가변적으로 사용할 수 있다는 장점이 있다. 현재 한국 지상파DMB 오디오 표준으로 사용되고 있고, 그 외에 오디오 표준으로 AAC 또는 HE-AAC, HE-AAC+ 등의 AAC 기반의 코덱이 주를 이루고 있다.
현재 MPEG에서는 BSAC과 SBR (Spectral Band Replication)의 융합을 위한 작업들을 진행하고 있다.

## 같이 보기
- TwinVQ
- MPEG-4 파트 2
- 디지털 권리 관리
- 고급 오디오 부호화